# 2021 aux Territoires du Nord-Ouest
Chronologie des Territoires du Nord-Ouest
- 2017
- 2018
- 2019
- 2020
- 2021
- 2022
- 2023
- 2024
- 2025

Cette page concerne des événements d'actualité qui se sont produits durant l'année 2021 dans le territoire canadien des Territoires du Nord-Ouest.

## Politique
- Premier ministre : Caroline Cochrane
- Commissaire : Margaret Thom
- Législature :